# Große Fuge
La Große Fuge (en català: Gran fuga), op. 133, és un únic moviment per a quartet de corda compost per Ludwig van Beethoven entre 1825 i 1826:. És una immensa doble fuga que va ser condemnada per la crítica contemporània; un crític de l'època, en l'Allgemeine musikalische Zeitung de 1826, va descriure la fuga com a «incomprensible, com el xinès» i «una confusió com la de Babel». Es va fer famosa a causa de la seva dificultat tècnica i va representar una ruptura amb les normes estètiques, harmòniques i musicals del moment. Anys més tard, va anar arribant el reconeixement i l'obra, actualment, es considera una de les grans contribucions musicals de Beethoven. Ígor Stravinski va descriure la Große Fuge com «absolutament contemporània, una obra musical que serà contemporània per sempre».
Inicialment va ser composta com a últim moviment del Quartet de corda núm. 13, op. 130, escrit l'any 1825. Però l'editor de Beethoven, preocupat per les tristes perspectives comercials de l'obra que no s'adaptava als gustos musicals de la seva època, va instar a Beethoven a substituir la fuga per un nou final. Beethoven ho va fer, i la Große Fuge es va publicar per separat el 1827 com a op. 133. Es va compondre quan Beethoven era gairebé totalment sord, i es considera que forma part del seu conjunt de quartets tardans. Va ser presentada per primera vegada el 1826, pel Quartet Schuppanzigh.
Alguns comentaris d'experts descriuen la Große Fuge com a «inaccessible», «excèntrica», «plena de paradoxes», i «harmagedon» (batalla de la fi del món). El crític i musicòleg Joseph Kerman diu d'ella que «destaca com el treball més problemàtic en la producció de Beethoven i ... sens dubte en tota la literatura de la música». A més, escriu el violinista i compositor David Matthews, «és extremadament difícil de tocar».

## Anàlisi musical
Moltes anàlisis han intentat aprofundir en l'estructura de la Große Fuge, amb resultats contradictoris. L'obra ha estat descrita com una expansió de la gran fuga barroca, ja que una peça de múltiples moviments es converteix en una sola obra, com un poema simfònic en forma de sonata. Stephen Husarik ha suggerit que les relacions entre les tonalitats de les diferents seccions de la fuga reflecteixen el que ell descriu com l'estructura de forma de falca del motiu de vuit notes que és el principal tema fugat, que «és el motor que hi ha darrere de la Große Fuge». Però, escriu Leah Gayle Weinberg, «la Große Fuge ha estat i continua sent un tema problemàtic dins la discussió acadèmica per moltes raons; i el principal és que la seva mateixa forma desafia la categorització».
Els primers 24 compassos presenten el tema de la fuga, estretament relacionat amb el d'inici del Quartet de corda op. 132. Després de 24 compassos, Beethoven introdueix una fuga contundent i dissonant amb un segon tema que contrasta espectacularment. L'obra es pot dividir en seccions, que són finalitzades de forma imprevisible i violenta. Cap al final de l'obra hi ha una desacceleració, seguida d'una llarga pausa la qual condueix a la recapitulació dels 24 compassos introductoris i, després, a un final ràpid i intens.

## Descobriment del manuscrit

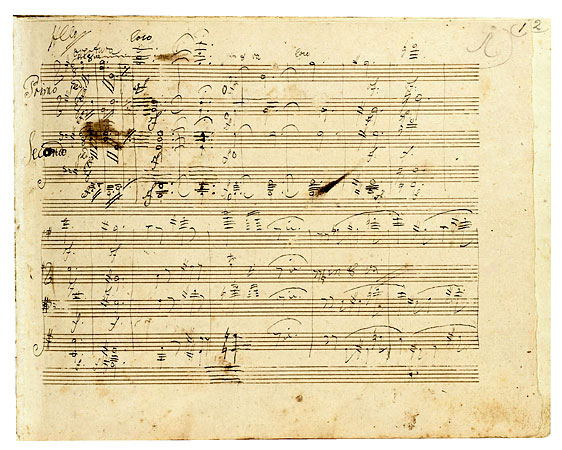
Manuscrit de la Große Fuge de Beethoven en un arranjament per a quatre mans

El 13 d'octubre de 2005 el manuscrit original titulat Große Fuge de 1826 va ser trobat per un bibliotecari del Seminari Teològic Palmer (Palmer Theological Seminary) a Pennsilvània. Es tractava de l'arranjament per a quatre mans de l'obra original, que havia desaparegut des de feia 115 anys i va ser subhastat per Sotheby´s per 1,95 milions de dòlars a un tímid multimilionari anomenat Bruce Kovner.
El manuscrit adquirit per Bruce Kovner va ser donat posteriorment a la Juilliard School de Nova York i està disponibles en línia. Avui dia encara no se sap com va poder arribar a parar a la biblioteca.

## Recepció i influència musical
Actualment segueix sent una de les obres menys accessibles de Beethoven a causa de la seva complexitat tècnica i l'esforç que requereix la comprensió d'aquesta peça per part del públic. La mentalitat de la persona que vulgui comprendre aquesta peça ha de canviar radicalment, va dir Joseph Marliave cent anys més tard. Beethoven ja havia apuntat en aquest sentit que no havia compost la peça per al present, sinó per al futur.